# Horbourg-Wihr
Horbourg-Wihr – miejscowość i gmina we Francji, w regionie Grand Est, w departamencie Górny Ren.
Według danych na rok 1990 gminę zamieszkiwało 4518 osób, 480 os./km².